# La Majada (Perú)
La Majada es un caserío peruano ubicado en el distrito de Montero, perteneciente a la provincia de Ayabaca del departamento de Piura, al norte del Perú. 

## Ubicación
La Majada se ubica al norte de la provincia de Ayabaca, en el distrito de Montero, en el departamento de Piura.

## Demografía
En 2017 La Majada tenía una población de 111 habitantes.
| Gráfica de evolución demográfica de La Majada entre 1993 y 2017 |
|                                                                 |
| Fuentes: Población 1993 y 2017                                  |